# نانوایی

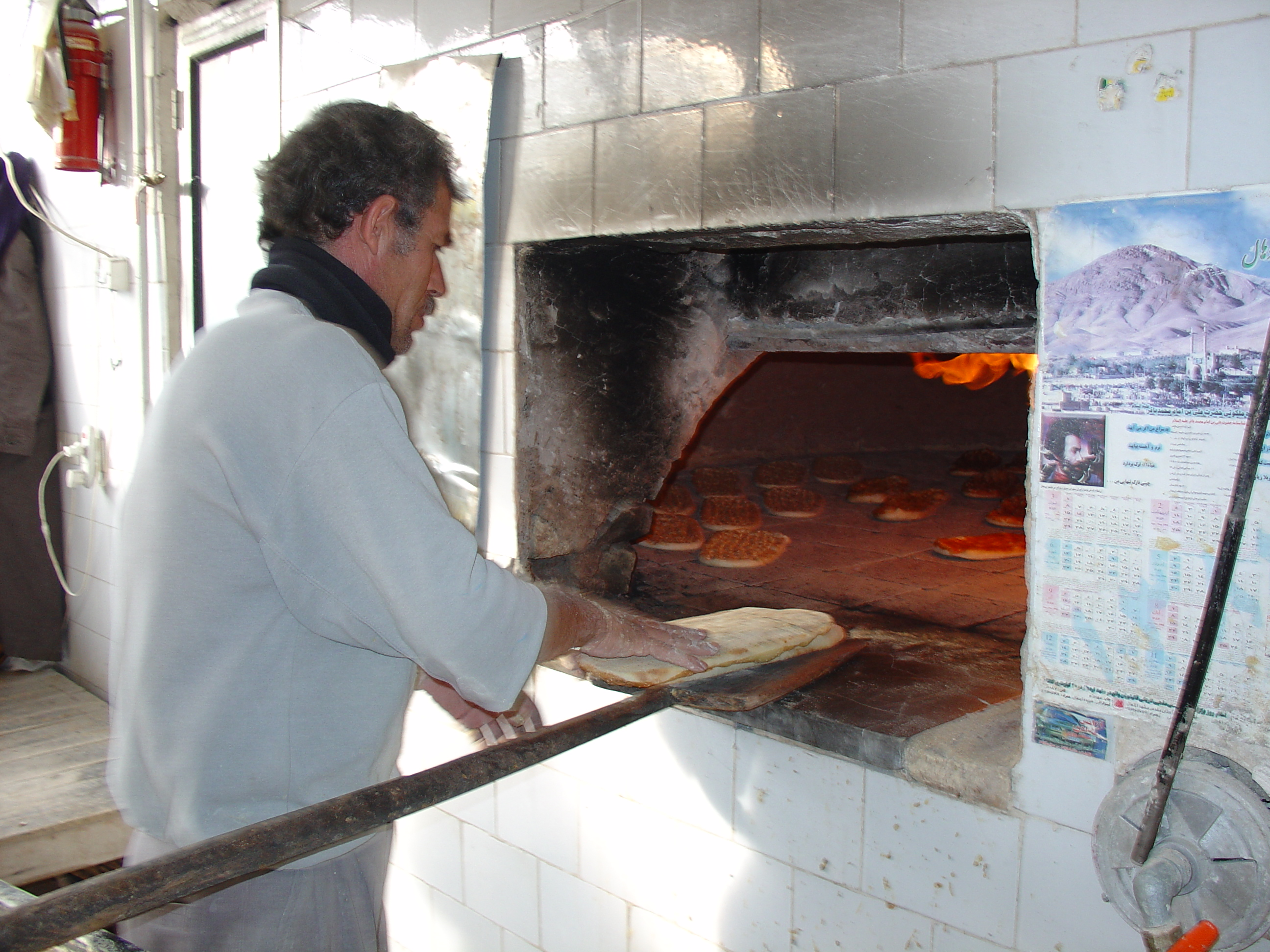
یک نانوایی سنتی نان بربری در ایران

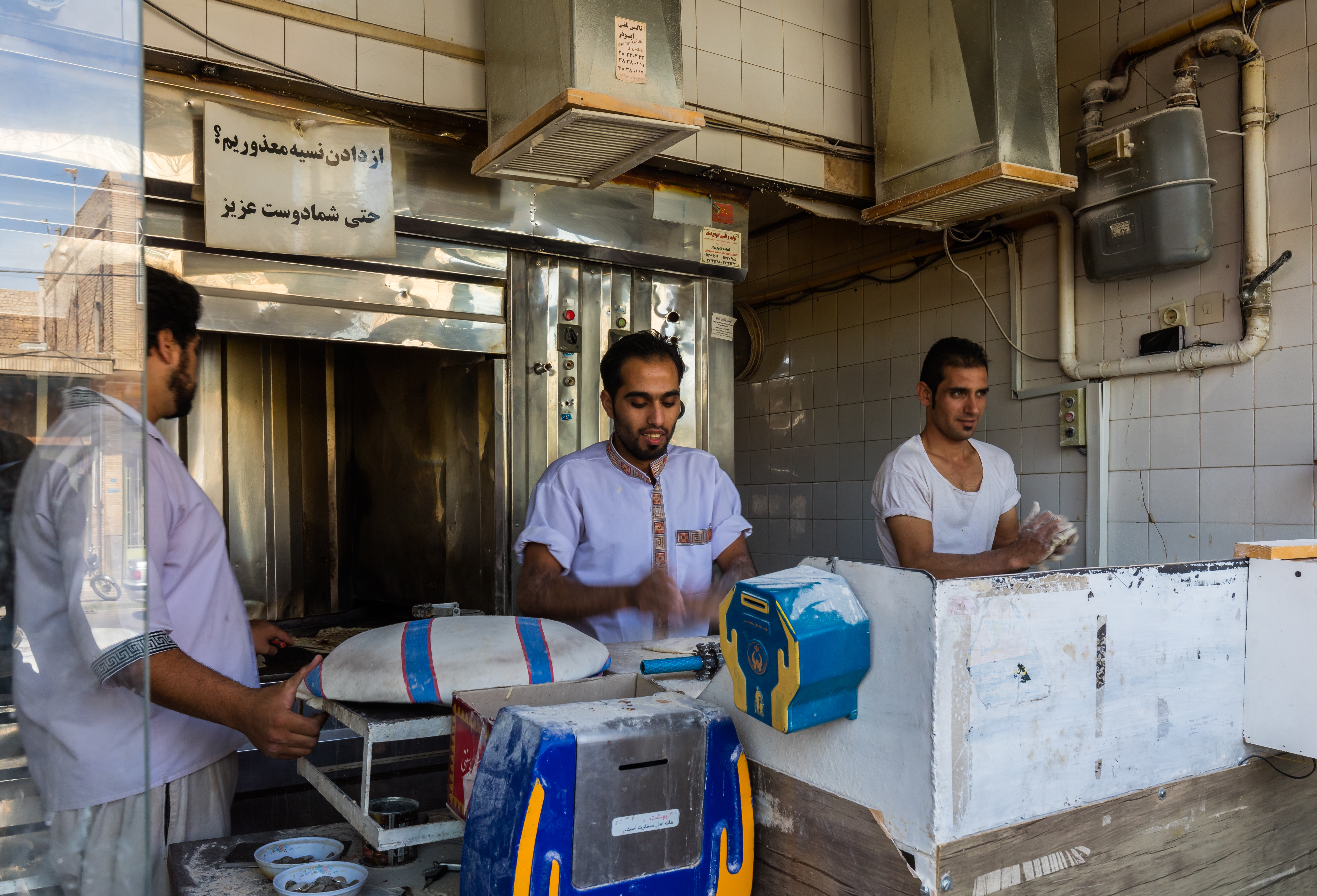
یک نانوایی در ایران

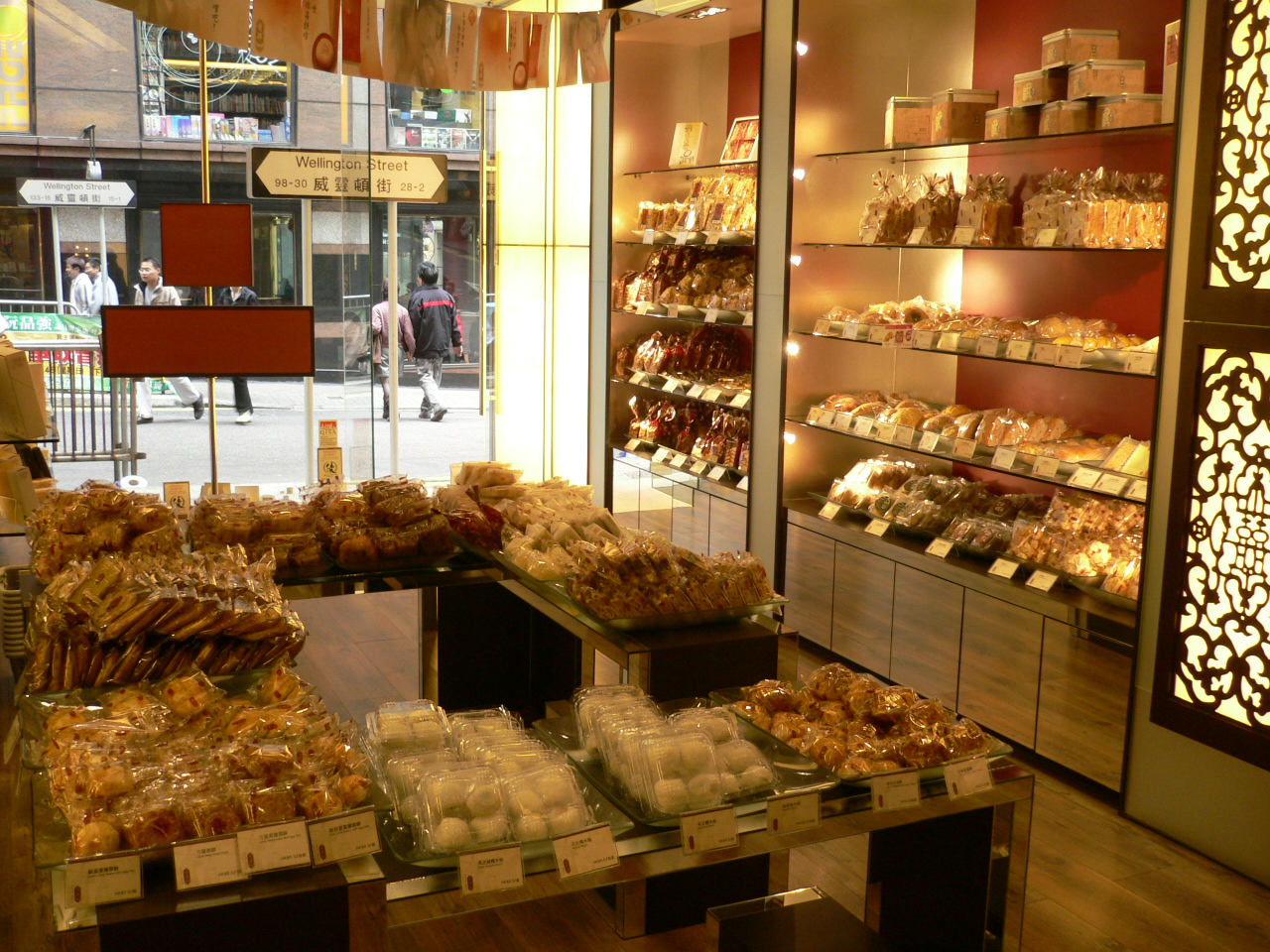
داخل یک مغازه نانوایی در هنگ کنگ

نانوایی مکانی است که برای تولید یا عرضه محصولاتی که عموماً توسط فر یا تنور پخته می‌شود.از این قبیل محصولات می‌توان به نان، انواع کلوچه ها، نان شیرینی حلقوی، شیرینی، کیک و همین طور کاپ کیک (نوعی کیک کوچک)، بیسکویت، کوکی ها، مافین، انواع رولت، چوب‌شور، دونات و دیگر چیزهایی که توسط نانوا پخته می‌شود اشاره کرد.
برخی از نانوایی‌های کوچک اقدام به خرده فروشی و برخی دیگر همانند کافه اقدام به سرو چای و قهوه برای مشتریانی می‌کنند که تمایل دارند محصولات تازه پخته شده را در نانوایی میل کنند.